# Historia de Arkansas
La historia de Arkansas se inició hace milenios cuando los humanos cruzaron a América del Norte. Muchas tribus usaban Arkansas como terreno de caza, pero la tribu principal era la de los Quapaw, quienes se asentaron en el delta del río Arkansas tras mudarse de Illinois. Los exploradores fmares dieron al territorio su nombre, el cual es una corrupción de Akansea, la forma en que los quapaw deletreaban la palabra Illinois. Lo que era un área silvestre habitada por cazadores se incorporó a los Estados Unidos como parte de la compra de Luisiana en 1803 y se convirtió en el Territorio de Arkansas en 1819. Al ganar la condición de estado en 1836, Arkansas había empezado a prosperar bajo una economía de plantaciones basadas en la esclavitud. Después de la Guerra de Secesión, Arkansas pasó a ser un estado pobre y rural cuya economía se basaba en el algodón. La prosperidad volvió en los 1940, y el estado pasó a ser famoso por su liderazgo político, incluyendo al presidente Bill Clinton, y como base para la Corporación Walmart.

## Arkansas temprana

### Periodos arcaico y paleo
Hacia 11700 a. C., la primera población indígena habitó el área ahora llamada Arkansas tras haber cruzado el Estrecho de Bering, entonces el Puente de Beringia. Los primeros pobladores de la Arkansas contemporánea probablemente cazaban a los mamuts lanudos persiguiéndolos hasta que cayeran por un precipicio o mediante las puntas clovis, y pescaban en ríos mientras estos se derretían hacia el final de la última gran edad de hielo. Los árboles también empezaron a crecer hacia 9500 a.C., permitiendo la recolección de más recursos. Envases primitivos se volvieron necesarios para guardar objetos recogidos. Como los mamuts se extinguieron, la gente empezó a cazar bisontes y ciervos más comúnmente. Los primeros pobladores de Arkansas probablemente vivían en campamentos base y partían en viajes de caza que duraban meses.

### Periodos silvícola y misisipiano

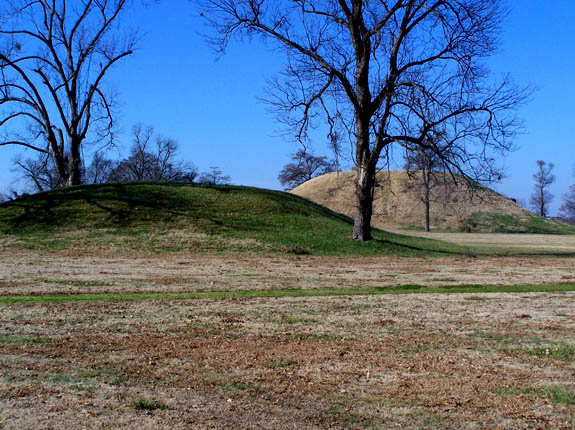
Túmulos, como este en Toltec Mounds Archeological State Park en Arkansas central, se volvieron más comunes durante el Periodo silvícola.

Más calentamiento llevó a los inicios de la agricultura en Arkansas hacia 650 a.C. Campos constaban de claros, y los indígenas formaron pueblos cerca del claro. Los albergues se volvieron más permanentes, y la cerámica se volvió más compleja. Túmulos existentes hoy en lugares como Parkin Archeological State Park y Toltec Mounds Archaeological State Park, se hicieron comunes en Arkansas del Noreste. La dependencia de la agricultura marca la entrada a la cultura misisipiana hacia 950 d.C. Guerras iniciaban entre jefes sobre las disputas de tierra. Montículos de plataforma se volvieron populares en algunas culturas.
Las naciones indígenas que moraban en Arkansas antes del movimiento de gente desde el este eran los Quapaw, los Caddo y las Naciones Osage. Cuando se desplazaron hacia el oeste, las Cinco Tribus Civilizadas habitaron Arkansas durante su periodo como territorio.

## La Arkansas colonial

### Las expediciones de Hernando de Soto, Marquette y Joliet

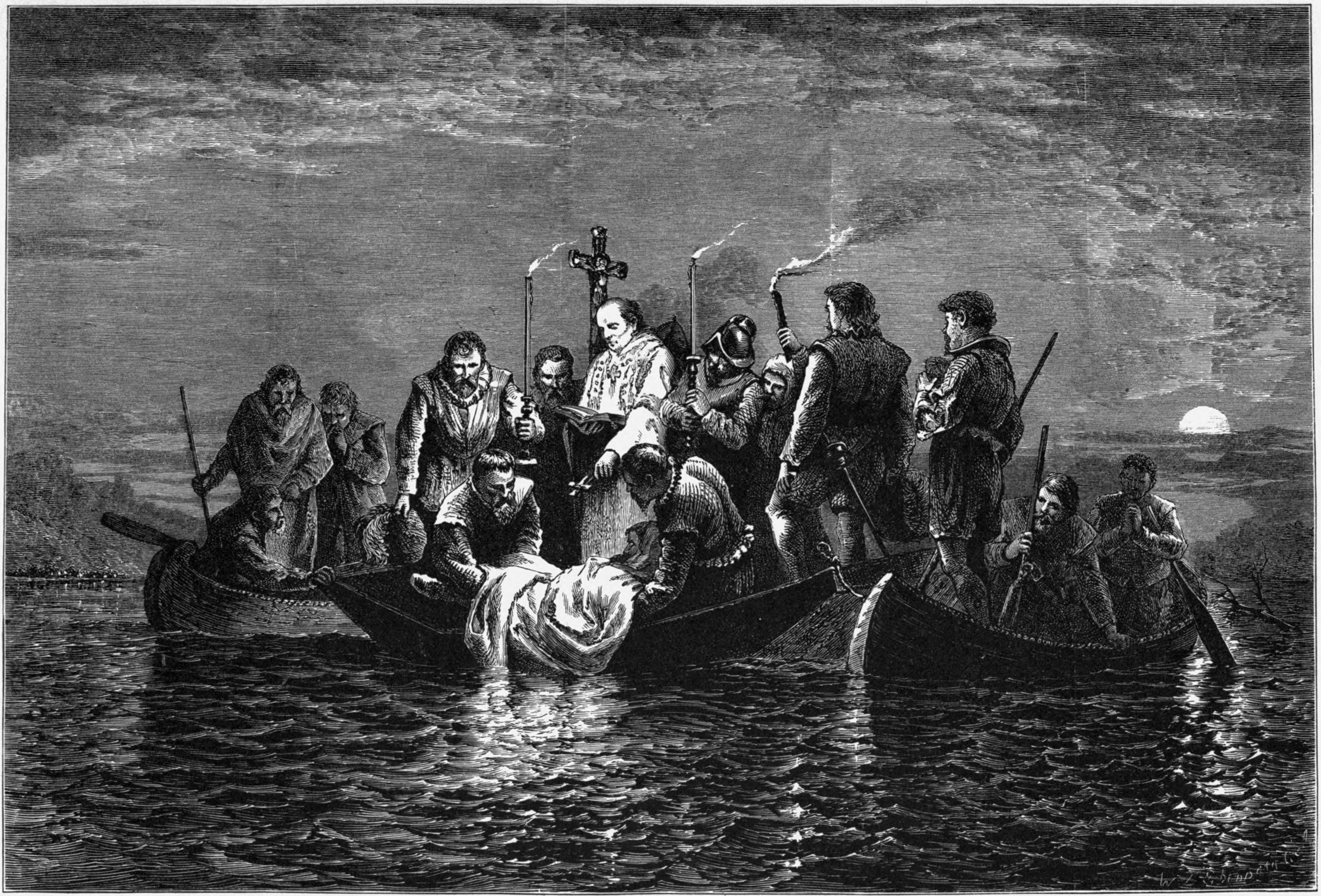
Ilustración artística del entierro de Hernando de Soto, 1876

El primer contacto europeo con Arkansas fue la expedición española guiada por Hernando de Soto en 1541. De Soto vagó entre asentamientos, preguntando sobre el oro y otros recursos valiosos. Conoció a los Casqui en Arkansas del noreste, quienes le mandaron al norte a los Pacaha, los enemigos tradicionales de los Casqui. Al llegar al pueblo Pacaha, los Casquis que lo habían seguido atacaron el pueblo y lo saquearon. Eventualmente, De Soto medió una tregua entres las tribus antes de seguir por Arkansas central y en las Montes Ozark en su búsqueda de riquezas. Tras encontrar nada que consideraba valiosa y enfrentarse a la resistencia indígena, De Soto y sus hombres volvieron al río Misisipi, donde De Soto se enfermó. Desde su lecho de muerte, ordenó a sus hombres a masacrar a todos los hombres del pueblo cercano de Anilco, los que temía que planificaran un ataque con una política poderosa llamada Quigualtam. Sus hombres cumplieron y no se detuvieron después de matar a los hombres, porque se dice que mataron a las mujeres y los niños también. De Soto se murió el próximo día, probablemente cerca del contemporáneo McArthur, Arkansas en mayo de 1542. Su cuerpo fue lastrado con arena, y sus hombres lo hundieron en el río Misisipi. De Soto había intentado engañar a los indígenas para que creyeran que era una deidad inmortal, para demorar un ataque por los indígenas ultrajados contra su ejército debilitado. Para mantener la treta, sus hombres informaron a los indígenas de que de Soto se había ascendido al cielo. Su testamento catalogó cuatro esclavos indios, tres caballos, y 700 cerdos, los últimos de los cuales sus hombres hambrientos empezaron a comerse inmediatamente. Más tarde, los hombres restantes, guiados por su ayudante de campo Moscoso, intentaron volver a México por vía terrestre. Llegaron a Texas antes de encontrar territorio demasiado árido para cultivar el maíz y demasiado poco poblado para robar comida suficiente. La expedición entonces retrocedió a Arkansas. Después de construir una pequeña flota de barcas, descendieron por el río Misisipi hasta México.
 En 1673, los exploradores franceses Jacques Marquette y Louis Jolliet llegaron al río Arkansas durante una expedición para cartografiar el río Misisipi. Después de fumar un calumet con los amistosos Quapaw, el grupo sospechó que los españoles estaban cerca, y volvió al norte.

### Robert La Salle y Henri de Tonti

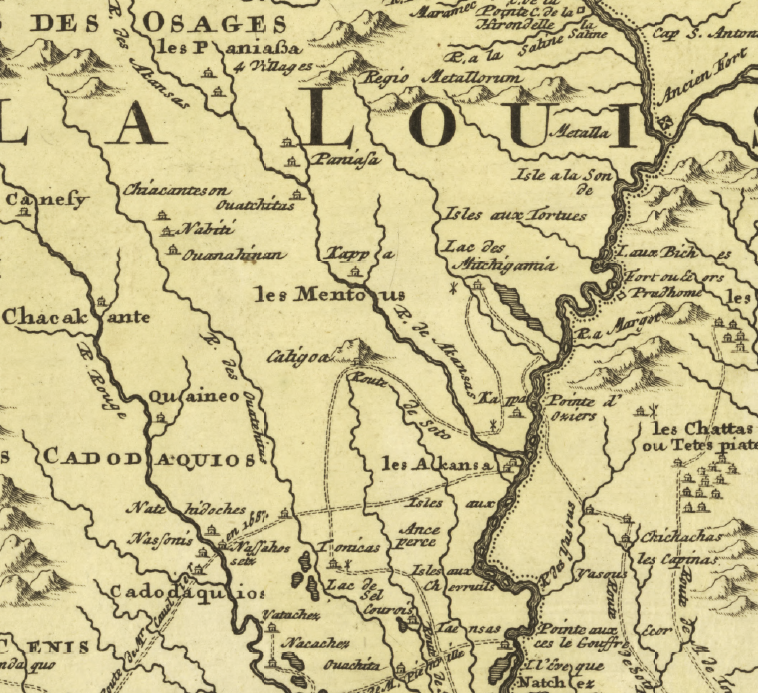
Mapa de Arkansas que incluye la ruta de de Soto, 1795

Robert La Salle entró a Arkansas en 1681 como parte de su búsqueda de la desembocadura del río Misisipi, mediante la que quería reclamar todo el río para Nueva Francia. La Salle y su compañero, Henri de Tonti, lograron éxito, reclamando el río en abril de 1682. La Salle volvió a Francia, despachando mientras a de Tonti para esperarlo y guardar el Fuerte St. Louis. Con órdenes del rey, La Salle volvió para colonizar el Golfo de México para los franceses, pero encalló en la bahía de Matagorda. La Salle guio tres expediciones a pie para buscar el río Mississippi, pero su tercera expedición se amotinó cerca de Navasota, Texas en 1687. De Tonti se enteró de las expediciones a Texas de La Salle, y viajó al sur para localizarlo a lo largo del río Misisipi. De Tonti también estableció el Puesto de Arkansas como parada para sus búsquedas en 1686. El grupo de La Salle, entonces guiado por su hermano, se topó con el Puesto, y miembros de los Quapaw que guardaban recuerdos amistosos de La Salle lo recibieron. La expedición pensó que lo mejor sería mentir y decir que La Salle permaneció en su nueva colonia costera.
La colonización francesa del Valle del Misisipi habría terminado con la destrucción más tarde del Fuerte St. Louis si no por el establecimiento del Puesto de Arkansas por de Tonti. El grupo inicialmente guiado por La Salle partiría del Puesto y seguiría hacia Montreal, donde instó el interés a los exploradores quienes se enteraron de que los franceses tenían una poseción en la región.

### Puesto de Arkansas
El Puesto de Arkansas era el primer asentamiento europeo. El puesto disolvió por razones desconocidas en 1699, pero fue restablecido en 1721 en la misma ubicación. Río abajo de la confluencia del Río Arkansas y el Río Misisipi, el puesto remoto era un centro de comercio y cuartel general para cazadores de pieles en la región. Los franceses entremezclaron y a veces se casaron con los indígenas Quapaw, quienes compartían su disgusto de los ingleses y los Chickasaw, quienes eran aliados. Una moratoria de pieles impuesta por Canadá severamente impactó la economía del puesto, y colonizadores empezaron a mudarse fuera del Valle del río Misisipi. El banquero escocés John Law se enteró de que el puesto estaba en apuros e intentó atraer colonizadores de Alemania para iniciar un asentamiento agrícola en el Puesto de Arkansas, pero sus esfuerzos fracasaron cuando la Burbuja de Misisipi que había creado reventó en 1720. Los franceses mantuvieron el puesto por este tiempo, mayormente por su importancia estratégica cerca del río Misisipi. El puesto fue trasladado más lejos del Río en 1749 después de que los ingleses y sus aliados Chickasaw lo atacaron, y fue traslado río abajo en 1756 para estar más cerca de una línea defensiva Quapaw que habían establecido, y para servir como factoría durante la Guerra de los Siete Años. Tras el fin de la guerra, el puesto fue traslado también río arriba fuera de la llanura inundable en 1779.
El secreto Tratado de Fontainebleau (1762) dio a España el Territorio de Luisiana a cambio de Florida, incluyendo la contemporánea Arkansas. A los españoles no les importaba mucho el Puesto de Arkansas, salvo las concesiones de tierras destinadas a inspirar colonización cerca del puesto. La posición del puesto 6.4 kilómetros río abajo lo hizo un centro para cazadores quienes empezaban sus viajes, aunque también sirvió como un centro diplomático para las relaciones entre los españoles y los Quapaw. Habitantes del puesto incluían aproximadamente 10 mercantes élites, algunos esclavos domésticos, y las esposas y hijos de cazadores quienes estaban en el desierto. Solo los élites vivían dentro de las murallas del puesto; la gente restante vivía alrededor del fuerte. En abril de 1783, durante la Guerra de Independencia de los Estados Unidos, un asedio breve del puesto por el capitán británico James Colbert, con ayuda de soldados indígenas, ocurrió, la única batalla de la guerra en Arkansas.

## Compra de Luisiana y Territorio de Arkansas

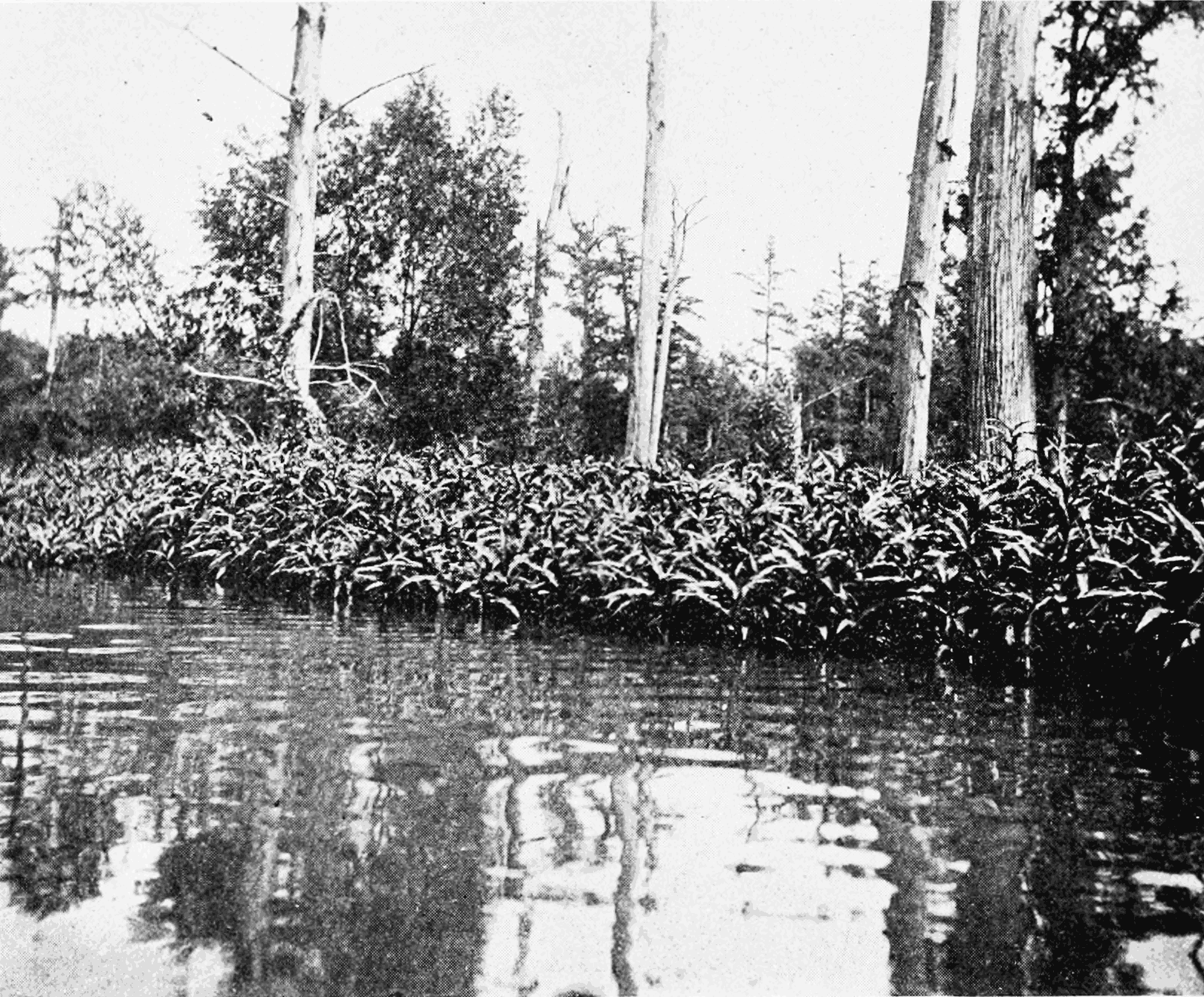
El Terremoto de Nueva Madrid creó tierras hundidas por todo Arkansas del noreste y Misuri del sureste.

Aunque los Estados Unidos habían logrado la separación de los británicos, Arkansas permaneció territorio español después de la guerra. Estadounidenses empezaron a mudarse al oeste a Kentucky y Tennessee, y los Estados Unidos quería garantizar a esta gente que la posesión española del río Misisipi no impidiera el comercio. La conquista de España por Napoleón Bonaparte obligó a los españoles a ceder Luisiana, incluyendo Arkansas, a los franceses mediante el Tercer Tratado de San Ildefonso en 1800. Inglaterra declaró la guerra a Francia en 1803, y Napoleón vendió su tierra en el nuevo mundo a los Estados Unidos en la que sería llamada la Compra de Luisiana.
El presidente Thomas Jefferson inició la Expedición de Lewis y Clark para encontrar la nueva frontera del norte de la nación, y la Expedición de Dunbar Hunter, guiada por William Dunbar, para encontrar la nueva frontera del sur. El grupo tenía la intención de explorar el Río Rojo, pero debido a la hostilidad española, decidió subir el Río Ouachita para explorar las fuentes termales en Arkansas central. Sus reportes incluyeron descripciones detalladas de negociaciones entre los indígenas y tramperos, la flora y fauna de la región, y un análisis químico de las "aguas sanadoras" de las fuentes térmicas. También incluyeron información útil para que los colonos navegaran el área y descripciones de la gente que moraba en Arkansas del sur. La relación entre los colonos y los indígenas empeoró más después del Terremoto de Nueva Madrid de 1812, considerado por algunos indígenas un castigo por haber aceptad la cultura de los blancos. Muchos Cheroqui abandonaron sus fincas y se mudaron poco después de un discurso de un jefe que regañó a la tribu por haber desviado de la tradición.

### Formación del Territorio de Arkansas
Un segmento pequeño del Territorio de Misuri solicitó la condición de estado el 2 de marzo de 1819. La solicitud incluyó una disposición que haría Misuri un estado esclavista, lo que trastornaría la equilibrio de estados libres y esclavistas. La solicitud también definió toda la tierra del Territorio de Misuri al sur del paralelo 36°30' N, sino una parte entre el Río Misisipi y el Río Saint Francis al norte del paralelo 36° N, como el nuevo Territorio de Arkansas. Cuando la Ley habilitante de Misuri entró la Cámara de Representantes, James Tallmadge Jr. denunció la esclavitud y logró aprobar la «enmienda Tallmadge» en la Cámara, una ley que habría extinguido la esclavitud en Misuri dentro de una generación. La ley fue el primer intento a frenar la expansión rápida de esclavitud en la frontera oriental, y sorprendió a muchos demócratas del Sur. El próximo día, John Taylor propuso restricciones idénticas sobre la esclavitud antes de autorizar la Ley habilitante de Arkansas. La prohibición de nuevos esclavos fue derrotado fácilmente, pero la enmienda de emancipación solo fue derrotado cuando el Presidente de la Cámara Henry Clay votó contra la Enmienda, permitiendo Arkansas a organizarse como un territorio esclavista. El Compromiso de Misuri fue aprobado más tarde, permitiendo Maine a entrar como estado libre y Misuri como esclavista, manteniendo la equilibrio entre los estados libres y esclavistas.
La incertidumbre sobre la condición de Misuri como estado esclavista instó una emigración rápida de esclavistas fuera de Misuri hacia Arkansas. La esclavitud también se convirtió en un asunto polémico en Arkansas. Los plantadores ricos de Arkansas del sureste apoyaban enérgicamente la esclavitud porque el trabajo manual era la única manera de cosechar el algodón en esa época. Arkansas del noreste no tenía plantaciones de algodón, y sólo a eso de 2 por ciento de la población negra de esa parte de Arkansas era esclavizada durante la época esclavista. Sin embargo, Arkansas del noreste también apoyaba la esclavitud en apoyo de los plantadores del sureste de Arkansas.

### Deportación de los Indios de Arkansas
En un esfuerzo de impedir que los colonos blancos dominaran su territorio, los Quapaw firmaron un tratado de 1818 que renunciaba a todas sus tierras de caza a cambio de mantener 13.000.000 hectáreas de tierra a lo largo del Río Arkansas en el sur de Arkansas. Los blancos incumplió el tratado el próximo año cuando los blancos tomaron todo sino 400,000 hectáreas para asentamientos. Además los Cheroqui de Georgia, Carolina del Sur, y Carolina del Norte eran empujados en Arkansas, en las tierras de caza de los Caddo. Los Caddos no apreciaban la invasión de los Cheroqui, quienes pensaban que se estaban mudando a tierra deshabitada. Los Caddos percibían los Cheroqui como "civilizados" por el blanco por haber firmado tratados con los Estados Unidos, y las tribus iniciaron a luchar. Cephas Washburn estableció Dwight Mission cerca de Russellville a instancias de la tribu Cheroqui como una escuela para los jóvenes cheroqui.  Los Osage firmaron una tratado para salir Arkansas en 1825 y se mudó a  Kansas antes de compara una reservación en el Condado de Osage, Oklahoma. Los Estados Unidos establecieron Fort Smith, Arkansas y Fort Gibson, Oklahoma para mantener la paz y comerciar con los indígenas.

### Gobierno territorial
El nuevo Territorio de Arkansas tenía como su capital el Puesto de Arkansas, e incluía todo el territorio actual de Arkansas y Oklahoma, excepto el Mango de Oklahoma. Estas tierras se convirtieron en el Territorio indio para 1828, dejando las fronteras modernas de Arkansas. El presidente James Monroe nombró a James Miller de Nuevo Hampshire, un héroe de la Guerra de 1812 como gobernador territorial, y a Robert Crittenden como secretario del territorio. A Miller no le interesaba mucho gobernar el territorio, y pasó la mayoría de su tiempo fuera del territorio. Esto dejó al oportunista Crittenden a cargo de Arkansas, y rápidamente reunió a tres jueces para formar la primera legislatura de Arkansas. Crittenden también celebró una elección que eligió a James Woodson Bates como el primer delegado territorial al Congreso, además de formar y llenar dos ramas de la legislatura territorial. La elección se volvió disputada cuando Miller volvió y decidió que Arkansas seguiría una ley de 1812 que mandó que todas posiciones legislativas sean llenadas por nombramiento, nulificando la elección de Crittenden. Más tarde el Congreso afirmó la elección, pero la situación causó una ruptura entre los partidarios de Miller y los de Crittenden.
Miller y Crittenden discreparon otra vez sobre el traslado de la capital territorial desde el remanso inapropiado del Puesto de Arkansas. La legislatura discutió el traslado de la capital en 1820, pero no pudo decidir entre Little Rock y Cadron antes de aplazar la sesión. Tras la sesión, William Russell, dueño de cientos de solares alrededor de Little Rock, empezó a venderlos a legisladores y hombres influyentes. Al regresar en sesión, la legislatura aprobó una ley para trasladar la capital a Little Rock por tres votos, aumentando el valor de los solares de muchos legisladores. Para protestar, Miller se mudó a una casa en Crystal Hill cerca de Cadron antes de ser reasignado a Salem, Massachusetts. El segundo gobernador territorial fue George Izard, un plantador rico que se había mudado desde Carolina del Sur. Izard logró cambiar las leyes de divorcio y brevemente impidió la expulsión de los Quapaw en Arkansas. Izard se murió en 1828, y lo reemplazó John Pope, nombrado por el presidente Andrew Jackson.

### Deportación final de los Quapaw
Durante la Revolución industrial, los precios de algodón estaban en auge, y colonos blancos deseaban las tierras fértiles habitadas por los Quapaw. Eventualmente el gobierno empujó a los Quapaw a una reserva en Luisiana con los Caddo. Antoine Baroque guio los Quapaw al sur en el invierno de 1825-26. Los Caddo resultaron ser hostiles porque percibían a los Quapaw como invasores, y cuando la inundación del río Rojo destruyó las cosechas de los Quapaw dos veces, las cosas empeoraron. Junto con el hacinamiento y la falta de anualidades prometidas a ambas tribus, los Quapaws estaban descontentos y siguieron al jefe Saracen de vuelta a su patria cerca del río Arkansas. Para 1830, la entera tribu había vuelto a Arkansas, y pese a los esfuerzos del gobernador Pope y el agente indio Ricard Hannon, en 1833 los Quapaw fueron deportados a una reserva en el noreste de Oklahoma. El secretario Crittenden desempeñó un papel clave en su deportación.

### Esclavitud en Arkansas fronterizo

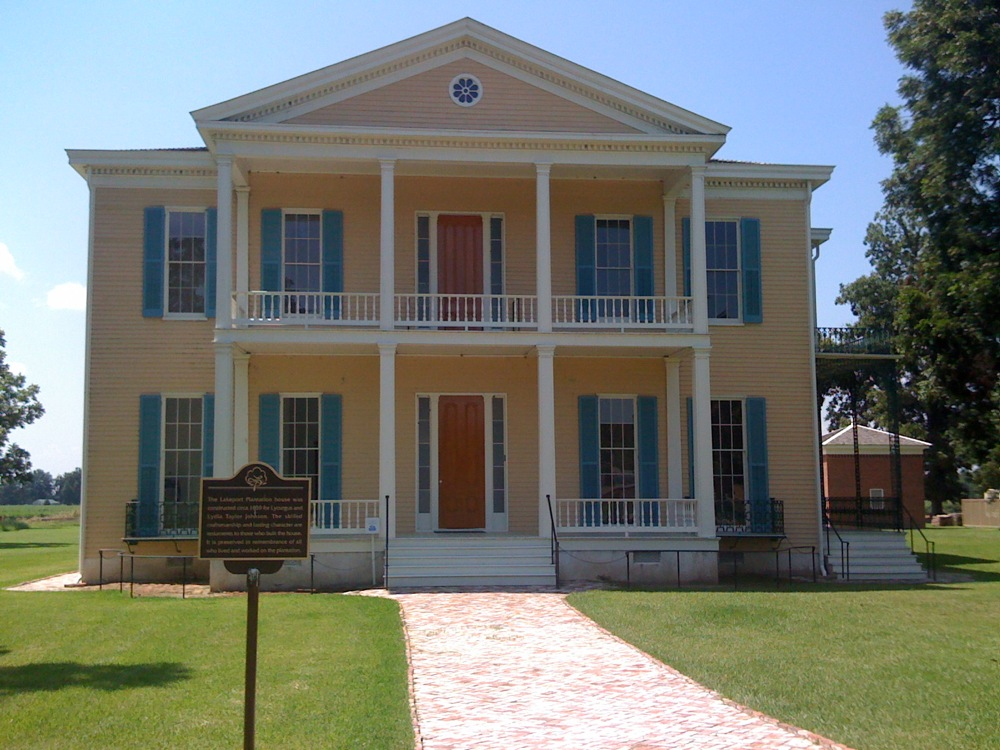
La Plantación Lakeport al sur de Lake Village es la única plantación de antes de la Guerra de Secesión que permanece en Arkansas en el río Misisipi. Construida hacia 1859, la industria de algodón en Arkansas del sur permitió que muchos plantadores surgieran como personas prominentes.

Plantadores llevaron a muchos esclavos a Arkansas con el objetivo de aprovechar de las tierras fértiles del delta en Arkansas. Los esclavos varones más capaces con frecuencia eran separados de sus familias y trasladados a los páramos del sureste de Arkansas. Estos páramos no eran drenados apropiadamente, por lo que muchos plantadores mandaron a sus esclavos a trabajar despejando árboles del páramo a mano. Los esclavos vivían en cuartos hacinados en los páramos arbolados, rodeados por mosquitos portadores de enfermedades. Las condiciones eran brutales: con frecuencia los esclavos solo recibían un conjunto de ropa al año, entregado en Navidad por la familia de plantadores. La alimentación consistía únicamente en fatback y harina de maíz, normalmente faltando lo necesario para impedir las deficiencias alimentarias.
Aunque peligroso, algunos esclavos salían de sus plantaciones por la noche para reunirse con esclavos de otras plantaciones para rezar y consolarse. Dichas reuniones eran clandestinas; pocos plantadores permitían que sus esclavos celebraran tantas reuniones. Con frecuencia los esclavos eran amenazados si no trabajaban lo bastante deprisa. Trabajaban en condiciones horribles con herramientas rotas. A veces las condiciones empeoraron hasta tal punto que esclavos huían aun sabiendo que se les daría muerte si eran capturados. Aunque el matrimonio de esclavos era ilegal, a menudo los plantadores respetaban las relaciones informales pensando que la existencia de una familia impediría la rebelión. Plantadores usaban amenazas contra la familia, como la venta, la violación, y la tortura, y el asesinato para sofocar rebelión. También existían relaciones entre esclavos y sus dueños. En una situación muy inusual, una esclava llamada Abby Guy demandó a su dueño por su libertad en 1855, y ganó dos juicios con jurado, y su libertad fue mantenido por la Corte Suprema de Arkansas en 1861.

### Mujeres en Arkansas fronterizo
Durante el periodo fronterizo de Arkansas, se consideraban las mujeres como acríticas, y usualmente se quedaban en casa. Las iglesias sureñas con frecuencia enlazaban las definiciones de la esclavitud y el matrimonio en la Biblia, y por eso Sureños consideraban un ataque contra le esclavitud como un ataque contra familias. Pastores eran empujados hacia esta opinión por plantadores con un interés en la continuación de la esclavitud.
Semejantes a los esclavos, las mujeres eran llevadas a la frontera con hombres buscando una vida en la delta Arkansas. Estas mujeres se mudaron de sus círculos sociales en la ciudad a una vivienda fronteriza y una existencia muy difícil. Aunque existía una moral victoriana con distintas esferas de influencia para las mujeres y para los hombres, el sistema se desintegró cuando las necesidades de supervivencia tuvieron prioridad sobre el contrato social. Las mujeres mantenían las operaciones diarias de la propiedad mientras sus esposos viajaban por negocios.
Muchas mujeres fundaron las primeras huellas de civilización en sus áreas, incluyendo escuelas y iglesias. Las mujeres se reunían con otras mujeres en la iglesia. La atención médica en la frontera era responsabilidad de las mujeres, debido a la falta de muchos doctores.

## Arkansas antes de la Guerra de Secesión

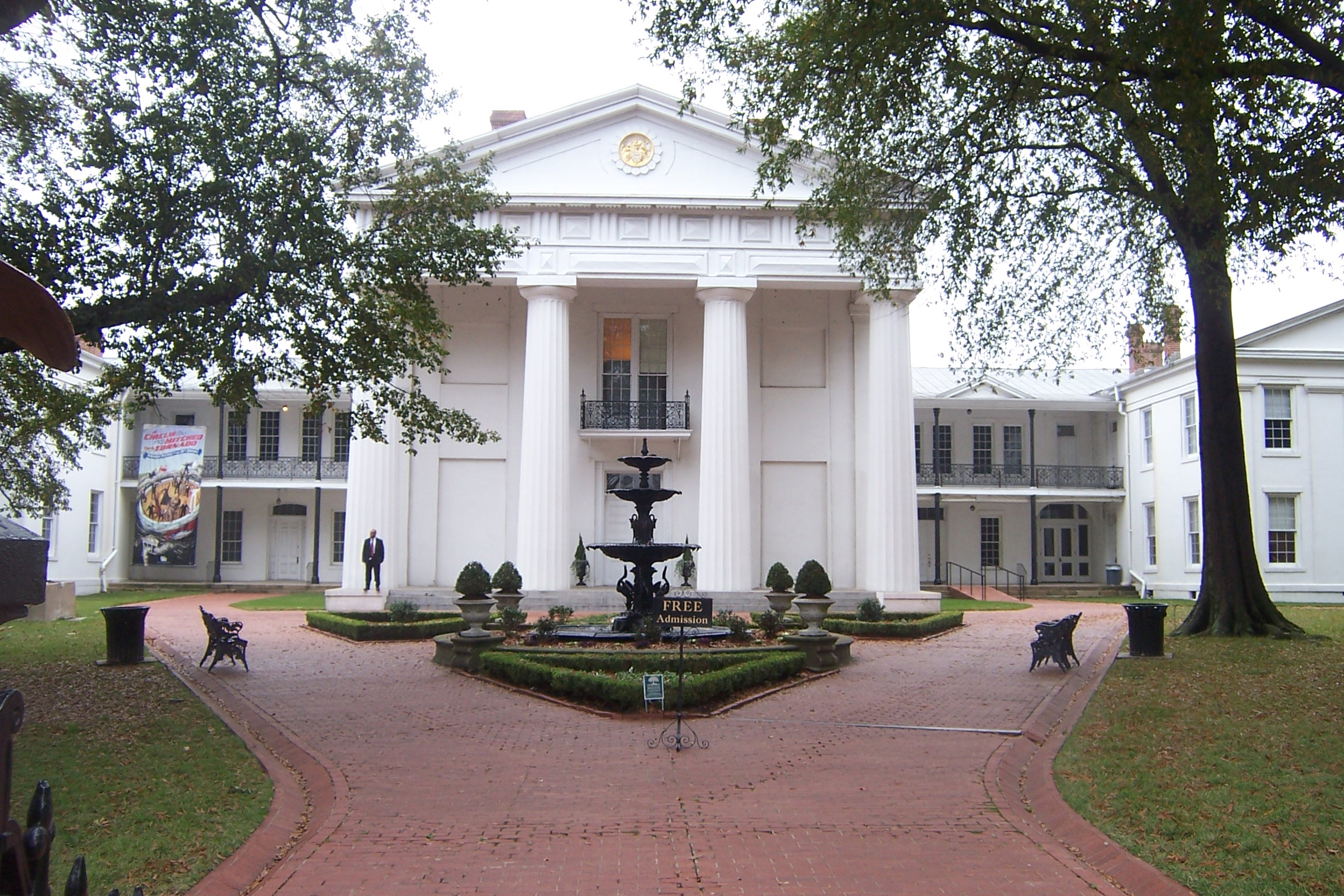
La Casa Estatal fue construida en 1836 y sirvió como casa del gobierno hasta que el Capitolio de Arkansas abrió en 1912.

La cuestión de la condición de estado fue planteada por primera vez por el Republicano nacional Bejanmin Desha en 1831. La posición era contraria a los demócratas y La Familia (el nombre para una familia política importante y sus partidarios en Arkansas), quienes temían que los impuestos requeridos para mantener el gobierno estatal fueran onerosos para la población pequeña del estado. El delegado territorial Ambrose Sevier compartió sus preocupaciones, pero eventualmente se volvió más susceptible a la condición de estado.
Cuando se enteró de que Míchigan iba a solicitar la condición de estado libre, Sevier sabía que los abolicionistas tendrían una ventaja en el Senado a menos que Arkansas que entrara como estado esclavista. Ambos estados eran rechazados inicialmente por el Congreso, pero Arkansas y Michigan empezaron a redactar constituciones de todas maneras.
El asunto de representación otra vez surgió el tópico de esclavitud cuando Arkansas del sureste propuso una regla de Tres Quintos para contar los esclavos en la región como tres quintos de un voto para representación. Arkansas del noroeste quería proporcionar los distritos congresionales por solo los hombres blancos libres, dándole una ventaja política. Eventualmente llegaron a un compromiso. Tras este compromiso, la Constitución de Arkansas fue enviada al Congreso para la aprobación. El presidente Andrew Jackson aprobó la ley para crear el Estado de Arkansas el 15 de junio de 1836.

### Crisis banquera
La economía de Arkansas estaba en malas condiciones en el período antes de ser estado, y no podía mantener las funciones de estado. Las tasas impositivas eran bajas en Arkansas. La mayoría de plantadores no llevaban mucho dinero efectivo, y usualmente eran endeudados a fábricas de algodón por la mayoría del año. El efectivo que tenían los plantadores usualmente era invertido en esclavos o tierra. Las partes del noroeste no se basaban en la producción de algodón y en su lugar contaban con una economía débil en efectivo que constaba de hacer treques. Aunque los granjeros producían bienes para vender, no podían transportar sus bienes a otras regiones, dejando la región con poco dinero efectivo. El gobierno federal dio tierras al estado para ser vendido iniciar un tesoro para Arkansas. Estos fondos fueron malgastados, sin embargo, y porque Arkansas no proveía muchos servicios a sus ciudadanos, los ingresos de impuestos no podían mantener el gobierno estatal. El Specie Circular del presidente Jackson también perjudicó la economía de Arkansas porque obligó que las compras de tierra sean cumplidas con oro y plata en lugar de papel moneda. Además de afectar a los ciudadanos quienes participaban en especulación de tierra, la política obstaculizó los ingresos del estado, porque Arkansas había contado con los impuestos de compras de tierra como su fuente principal de ingresos.
Arkansas consideró vender bonos para recaudar fondos, pero el estado fronterizo no era bien conocido, y por eso no era considerado una buena inversión. Al estado también le faltado agencias capaces de emitir bonos, hasta que el gobernador James Sevier Conway firmó leyes que aprobaron dos bancos durante la primera sesión legislativa de Arkansas, un banco estatal y un banco de inmuebles. El banco de inmuebles iba a ser financiado privadamente, pero había insuficientes inversionistas, y por eso el Estado financió ambos bancos. Un enfrentamiento sobre los bancos en la legislatura estatal culminó con una pelea de cuchillos. El Presidente del banco de inmuebles, y de la Cámara de Representantes de Arkansas John Wilson mató al legislador Joseph Anthony después de que este presentó un proyecto de ley que criticó la gestión de Wilson sobre el banco. Wilson fue absuelto de asesinato, pero fue expulsado de la legislatura.
En 1836, Arkansas iba a ser el recipiente de fondos de la Ley de Depósito y Distribución. Una fuente importante de dinero para el Banco Estatal, el programa se enfrentó a una recesión que impidió su eficacia. El tesorero del estado William Woodruff tuvo problemas cobrando los primeras dos instalaciones debido a un pánico bancario. Los problemas a que se enfrentó Woodruff pasó a llamarse el Pánico de 1837, una recesión para que se necesitaron años para resolver. Mientras Woodruff intentó recaudar los fundos de la Ley de Depósito y Distribución, se abrieron bancos estatales en varias ciudades, que estaban prestando dinero basado en las notas dadas a Woodruff de varios otros estados. Además, no se vendieron tantos bonos como esperados, dejando las instituciones sin la mayoría de su dinero anticipado. Los dos bancos fallarían dentro de una década, y los bonos que habían emitidos se volvieron involucrados con negocios jurídicamente dudosos. Eventualmente los bonos llegaron a las manos del banquero londinense James Holford, y pasaron a ser llamados los "Bonos Holford". La cuestión de si los bonos eran una deuda estatal legítima y si serían pagados sería un asunto político en el estado por todo los 1800.

### Intervención estadounidense en México
Arkansas desempeñó un papel clave en ayudar Texas en su guerra para independencia; mandó a tropas y materiales a Texas para apoyar el esfuerzo bélico. La cercanía de la ciudad de Washington a la frontera texana involucró la ciudad en la Revolución Texana de 1835–36. Hay evidencia de que Sam Houston y sus compatriotas hicieron los planes para la rebelión en una taberna en Washington en 1834. Cuando la lucha inició, voluntarios fluyeron por la ciudad a los campos de batalla de Texas.
Cuando la Intervención estadounidense en México empezó en 1846, Washington se convirtió en un punto de reunión para las tropas voluntarias. El gobernador Thomas S. Drew emitió una proclamación pidiendo al estado un regimiento de caballería y un batallón de infantería para unirse al ejército estadounidense. Diez compañías de hombres se reunieron en Washington donde formaron el primer Regimiento de Caballería de Arkansas.

### Últimos años antes de la Guerra de Secesión
El estado joven empezó a mostrar señales de desarrollo en los 1850. La necesidad para el algodón dio muchos arkansinos un medio de involucrarse en la economía de mercado por primera vez, una transición que hizo el estado más próspero. En ese tiempo, la manera más eficaz de cultivar algodón era un sistema de plantaciones, y esto rápidamente se convirtió en la norma para el sureste de Arkansas. Durante los últimos años antes de la Guerra de Secesión, la mayoría de arkansinos eran granjeros o ganaderos. Unos trabajaban como carpinteros, herreros, armeros, y fabricantes de vagones. Más pocos trabajaban como abogados, doctores, o maestros. El cambio económico permitió que más arkansinos trabajaran fuera del campo o en la fábrica como artesanos. La mejora de transportación ayudó a crecer la economía de Arkansas. La Ruta del Suroeste y el Correo Terrestre Butterfield eran carreteras principales en el estado, y vapores empezaron a usar los ríos del estado para el comercio. Arkansas multiplicó su producción de algodón casi por cinco desde 1840 hasta 1850. Arkansas y el sureste crecieron rápidamente debido al algodón, pero su uso del sistema de plantaciones eventualmente dejaría a la región atrasada con respecto al resto de la nación durante décadas. El sureste de Arkansas se volvió más próspero que el altiplano del noroeste, propiciando así una ruptura entre las regiones.
El tema de la esclavitud resurgió después de que la entrada de California como estado amenazase el equilibrio existente hasta entonces entre estados libres y estados esclavistas. John Selden Roane, William Sebastian, Solon Borland y Robert Ward Johnson empezaron a recaudar apoyo para la causa sureña en Arkansas, e iniciaron discusiones de secesión; pero la mayoría de arkansinos querían llegar a un acuerdo y mantener la Unión. Después del compromiso de 1850, varios miembros de la Familia favorables a la secesión ganaron posiciones políticas. Durante este tiempo, el estado siguió lidiando con el tema de la esclavitud. El caso Dred Scott contra Sandford y la Redada en Harper's Ferry ayudaron a destacar el asunto. La creación de un partido republicano que quería limitar la expansión de la esclavitud proporcionó a los abolicionistas una nueva opción en las elecciones.
Abraham Lincoln fue elegido Presidente en 1860 cuando Henry Rector fue elegido el primer gobernador fuera de la Familia. Aunque los arkansinos desconfiaban de Lincoln, no estaban seguros de la posición de Rector acerca de la secesión. Hindman, Johnson, y Edward Gantt siguieron defendiendo la causa de derechos sureños junto con los leales a la Familia. Carolina del Sur votó a favor de sucesión en diciembre de 1860, y Hindman pidió un voto para la secesión, y el gobernador lo apoyó. El gobernador también obligó la rendición de la guarnición en Little Rock cuando se enteró de rumores de que Lincoln iba a reforzarla. Un voto en febrero de 1861 mostró que Arkansas estaba a favor de una convención sobre la sucesión, pero los delegados votaron a favor de permanecer en la Unión.
El presidente Lincoln exigió tropas, incluyendo a arkansinos, para sofocar la rebelión después del ataque contra Fort Sumter el 4 de abril de 1861. El gobernador Rector rechazó la petición y ordenó que la milicia estatal tomara el control de Fort Smith de manos del gobierno federal. La secesión volvió a ser sometida a votación el 6 de mayo, y ganó por más de 90 por ciento.

## Guerra de Secesión

### La secesión y la batalla inicial

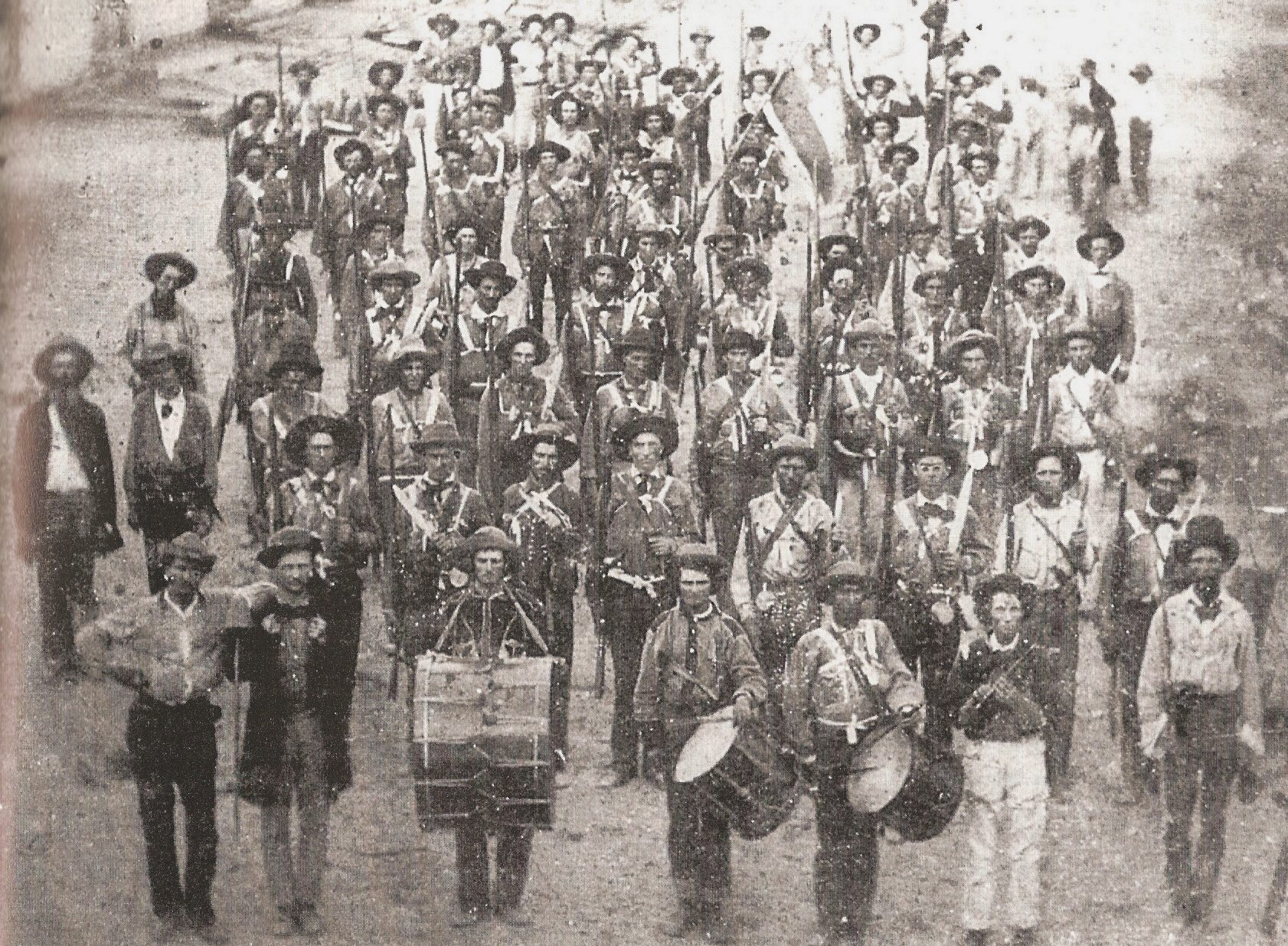
Los Hempstead Rifles, un regimiento de milicia voluntaria del Octavo Regimiento de Milicia de Arkansas, Condado de Hempstead.

El apoyo a la causa sureña estaba muy extendido inmediatamente después de la sucesión. Muchos pueblos mandaron hombres entusiastas con fusiles de caza a Little Rock listos para luchar. Ciudadanos por todo el estado pensaban que la victoria sobre los norteños llegaría rápidamente. Algunas organizaciones contra la guerra surgieron en Arkansas del noroeste, pero normalmente sus miembros fueron arrestados u obligados a alistarse al ejército. Geográficamente, Arkansas fue un estado muy importante durante la guerra, porque proporcionaba el control del río Misisipi, y un control parcial de Misuri, Luisiana y el Territorio Indio a los rebeldes. Benjamin McCulloch recibió órdenes de defender Arkansas del norte y el Territorio Indio; pero decidió dirigir sus tropas a Misuri para apoyar la Guardia Estatal de Misuri del general mayor Sterling Price, instando la batalla de Wilson's Creek cerca de Springfield, Misuri. Esta sangrienta batalla conmocionó a muchos arkansinos, quienes hasta entonces habían pensado que la guerra sería una victoria fácil para el Sur.

### La Guerra larga
Cuando se volvió claro de que la guerra no sería rápida, el entusiasmo empezó a disminuir. Programas confederados no populares como altos impuestos y una conscripción que no incluía los con más de 20 esclavos se convirtieron en asuntos principales para ciudadanos, además de las bajas militares en batallas como la de Shiloh en abril de 1862. La Unión inició una ofensiva a través de Arkansas a inicios de 1862, en la que el general Samuel Curtis dirigió sus tropas a Pea Ridge, donde ocurrió la batalla de Pea Ridge. Tras una victoria estadounidense, Curtis cruzó el estado hacia Helena. Curtis quería quitar Arkansas de la guerra por capturar Little Rock. Sin embargo, llegaron refuerzos en primavera de 1862 bajo el general William Steele. El general Thomas C. Hindman, aunque recientemente derrotado en la batalla de Cotton Plant, intentó retomar Arkansas de noroeste para los confederados. La batalla de Prairie Grove era en efecto un estancamiento, pero la unidad de Hindman se retiró a Van Buren y fue despejado de la región por completo para diciembre de 1862.

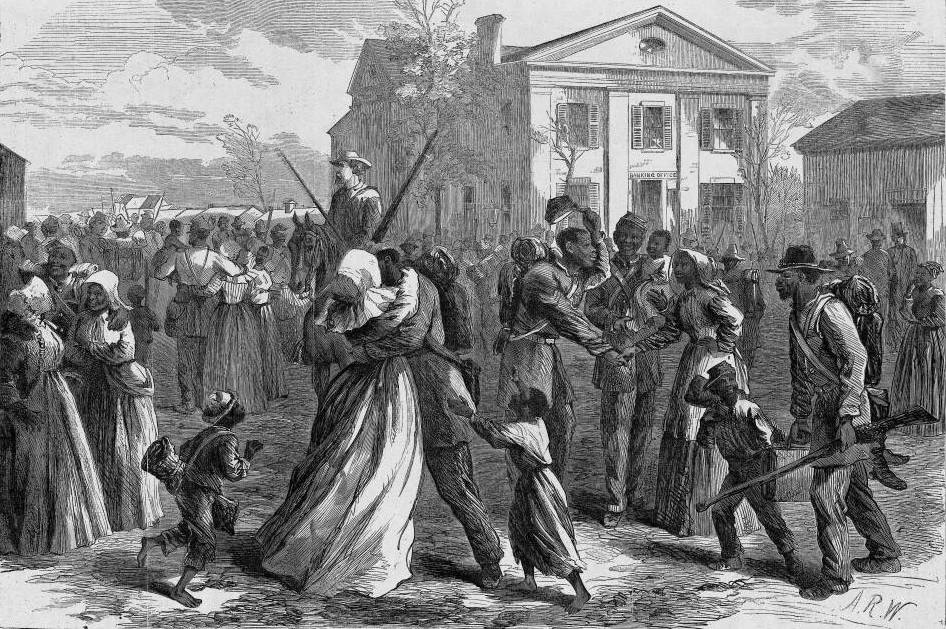
Soldados voluntarios negros se unen en su primera libertad, Harper's Weekly, 1866.

Tropas estadounidenses derrotaron un ataque confederado en la batalla de Fayetteville el 18 de abril de 1863, pero una semana más tarde abandonó Arkansas de noroeste y se retiraron a Misuri para el verano.
Cuando el general Benjamin Butler decidió a tratar a esclavos que acudían a las líneas unionistas como contrabando de guerra, dueños de plantaciones empezaron a trasladar a sus esclavos lejos de los ejércitos estadounidenses. Algunos plantadores aún se mudaron a Brasil durante la guerra. El Congreso de Estados Unidos aprobó la Ley de Confiscación de 1862, la que dijo que si su dueño luchaba por el Sur, un esclavo podía ganar la libertado por cruzar las líneas unionistas. Después de la victoria unionista en la batalla de Antietam, la Proclamación de Emancipación definió el impulso de más combate como la esclavitud. La Proclamación bloqueó el Reino Unido de entrar la guerra, porque no quería parecer estar apoyando la esclavitud. Muchos esclavos persiguieron la libertad en el Norte, pero solo trabajaron en plantaciones para sueldos escasos porque el algodón todavía era un producto importante.
La guerra empezó a ponerse en contra de los Confederados en 1863; perdió la Batalla de Helena y el Sitio de Vicksburg, el que puso en peligro el control confederado del Río Misisipi. Más tarde ese año, Estados Unidos capturaron Little Rock, obligando al gobierno arkansino a trasladarse a Washington con los archivos estatales. A pesar de controlar la capital, el control unionista sobre el estado era tenue; la guerra de guerrillas devastó el campo y los pueblos por el resto de la guerra. Pandillas guerrilleras robaban de casas y quemaban campos dondequiera que los ejércitos enemigos no estuvieran presentes.

### El fin de la Guerra
La última lucha importante en el estado ocurrió durante la Expedición Camden (23 de marzo - 2 de mayo de 1864). La expedición fue una campaña militar en Arkansas central y del sur con fuerzas unionistas bajo el mando del mayor general Frederick Steele. El plan mandó que la fuerza de Steele se marchara hacia Shreveport, Luisiana, donde se uniría con una expedición anfibia del mayor general Nathaniel P. Banks y el contraalmirante David D. Porter, cuyas fuerzas iban a avanzar por el Valle del Río Rojo. Una vez unida, la fuerza iba a lanzar un ataque contra Texas. Sin embargo, las dos fuerzas nunca convergieron, y las columnas de Steele sufrieron bajas terribles en una serie de batallas contra las fuerzas confederadas del mayor general Sterling Price y el general Edmund Kirby Smith.
La victoria de los confederados en la Campaña del Río Rojo y su segmento de Arkansas, la Expedición Camden, creó una oportunidad breve para los confederados arkansinos. Por todo el verano de 1864, el reclutamiento por el general de Misuri Joseph Shelby incrementó la fuerza confederada en Arkansas de noreste. La última formación de nuevas unidades confederadas ocurrió en ese tiempo con la formación de las 45 a 48 Unidades de infantería montada arkansina. Shelby logró amenazar seriamente las líneas unionistas de comunicación a lo largo del Río Arkansas entre Helena y Little Rock, y por un rato parecía que los confederados organizarían un intento serio de retomar la capital en Little Rock. Sin embargo, las autoridades confederadas en Richmond estaban presionando al general Kirby Smith a despachar más de su infantería para reforzar ejércitos confederados al este del Misisipi. Esto causó una conmoción en las unidades de infantería arkansinas, y, como compromiso, el general Smith aprobó un plan por el mayor general Sterling Price para organizar una redada a gran escala contra Misuri que coincidiría con las elecciones presidenciales de noviembre de 1864.
Muchas tropas arkansinas participarían en la última ofensiva confederada en el Departamento Trans-Misisipi cuando el general Price dirigió una gran redada en Misuri en el otoño de 1864. Tras la derrota de Price en la batalla de Westport el 23 de octubre de 1864, la mayoría de la caballería arkansina volvió al estado y fue suspendida para el resto de la guerra.
Cuando la guerra terminó, el Tercer Regimiento de Infantería de Arkansas se rindió junto con el Ejército de Virginia del Norte de Robert E. Lee en Appomattox, Virginia el 9 de abril de 1865. Los restos de las tropas de Arkansas del mayor general Patrick Cleburne se rindieron con el ejército de Tennesee en Bennett Place cerca de Durham Station, Carolina del Norte el 26 de abril de 1865. La artillería Ligera Jackson fue una de los últimos regimientos al este del Misisipi en rendirse. Esta unidad ayudó a defender Mobile y se rindió con el Departamento de Alabama, Misisipi, y Luisiana Oriental. La batería saboteó sus armas y se rindió en Meridian, Misisipi el 11 de mayo de 1865. Los regimientos arkansinos de infantería asignados al Departamento del Trans-Misisipi se rindieron el 26 de mayo de 1865. Cuando el Departamento se rindió, muchos regimientos arkansinos acampados en Marshall, Texas, simplemente se desmantelaron sin una rendición formal. El 11 de mayo de 1865, el general de brigada M. Jeff Thompson, comandante del subdistrito militar de Arkansas del noreste y Misuri del sureste entregó a la mayoría de las Unidades arkansinas de Caballería en Wittsburg y Jacksonport, Arkansas el 25 de mayo de 1865 y el 5 de junio de 1865. Muchos mandos menores se rindieron en varios puestos unionistas en mayo y junio de 1865.

### Inicio de la Reconstrucción

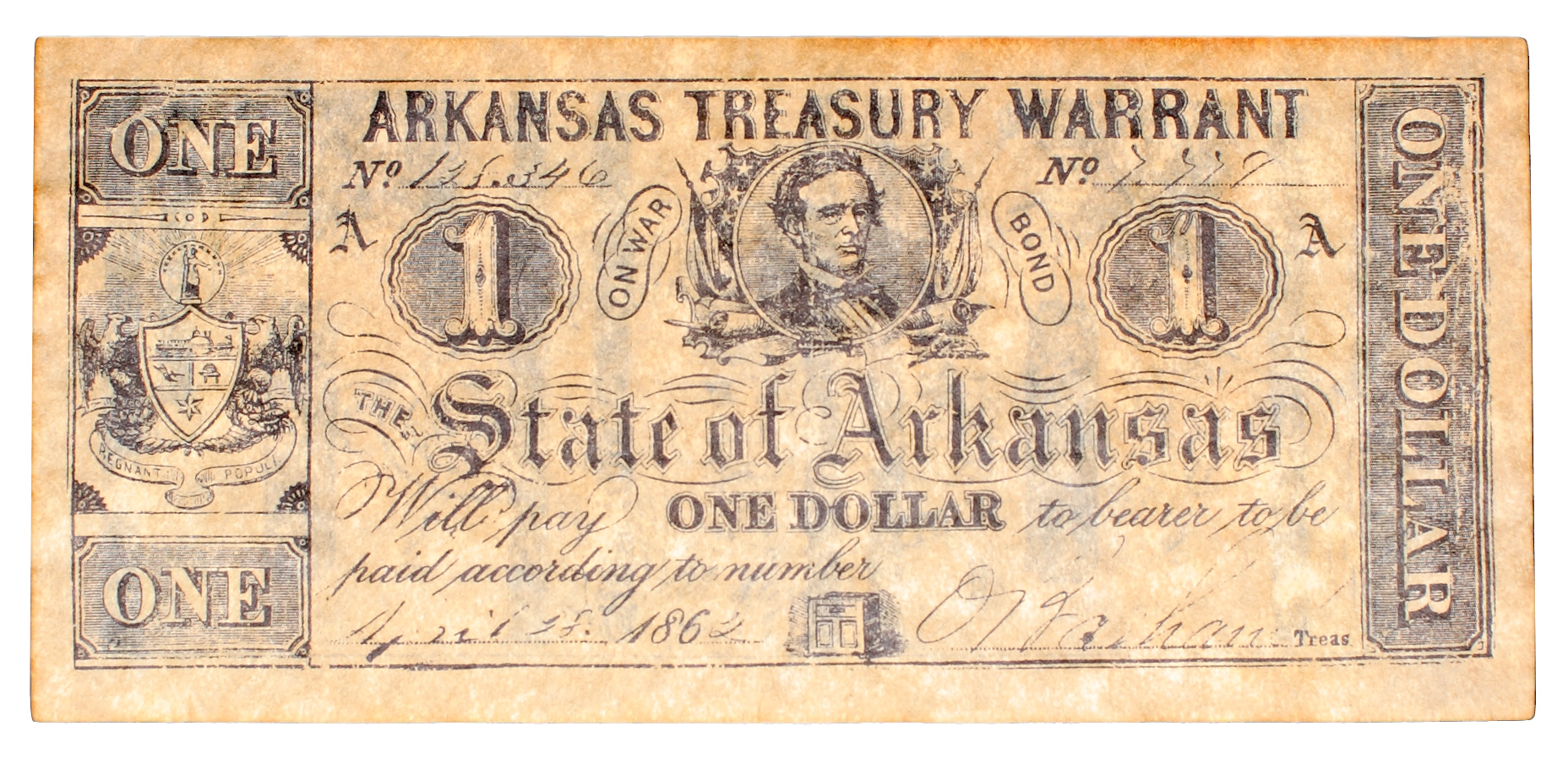
Una reproducción de autorizaciones de un dólar del tesoro arkansino. La moneda confederada se volvió inútil tras la guerra.

Tras la guerra, la economía sureña había quedado en ruinas, incluyendo la de Arkansas. El costo de la guerra, la pérdida del capital humano y la pérdida de valor de la moneda confederada eran asuntos serios para el Sur, además de la destrucción de propiedad, infraestructura, y cosechas. Los negros emancipados también huyeron del Sur después de la guerra. El plan del diez por ciento de Abraham Lincoln permitió a los estados confederados volver a los Estados Unidos  en cuanto un 10 por ciento de los votantes de 1860 juraran la lealtad a los Estados Unidos y la emancipación. Una convención constitucional eligió a Isaac Murphy, el único voto contrario a la secesión en la convención de 1861, gobernador provisional. Lealistas confederados rápidamente llamaron traidor a Murphy y comprometieron su eficacia. Los dos senadores de Arkansas, Elisha Baxter y William Fishback, vieron denegados sus escaños cuando los Republicanos radicales pensaron que las políticas de Lincoln eran demasiado clementes. El gobernador confederado Harris Flanagin devolvió documentos estatales de Washington y se jubiló después de la guerra. La Constitución de Arkansas fue remodelada en 164 con las provisiones del plan de 10 por ciento. Cuando Lincoln fue asesinado el 15 de abril de 1865, las esperanzas de una restauración de la unión sin pena se murieron también.
Los plantadores del sureste de Arkansas intentaron mantener la producción de algodón mediante varios medios a pesar de la emancipación. El sistema de aparcería acabaría siendo la manera más popular: permitía que los individuos utilizaran tierras cultivables, semillas, herramientas y una vivienda proporcionada por un terrateniente. Al finalizar la estación, recibían una parte de la cosecha (que usaban para pagar a los comerciantes que les habían otorgado créditos para los gastos de subsistencia). La Oficina de los Libertos tenía el deber de supervisar a los esclavos liberados y los plantadores. Muchos plantadores aborrecían pagar a sus ex esclavos. Los negros empezaron a servirse por primera vez de sus propias escuelas e iglesias. Tras las frustraciones de perder la guerra y la esclavitud, el Ku Klux Klan (KKK) se convirtió en la sección militar del Partido demócrata en la mayoría del Sur, incluyendo Arkansas. Encargado de mantener a los negros, junto con los republicanos blancos, en plantaciones y lejos de los centros de votación, el KKK y otros grupos como los "Bald Knobbers" aterrorizaron el estado por años.
El presidente Andrew Johnson otorgó perdones a muchos confederados importantes. Los veteranos confederados en Arkansas formaron un partido conservador para oponerse a los unionistas. El partido era guiado primero por Augustus Garland. los sentimientos anti-unionistas en el estado eran evidentes cuando los votantes de Arkansas se negaron a ratificar la Decimocuarta Enmienda, la que garantizó la ciudadanía, el debido proceso, y la protección igual a los libertos; de hecho, aprobaron leyes para restringir a los libertos. Una vez hubo quedado claro que el Sur no volvería a la Unión fácilmente, la Ley de Reconstrucción Militar fue aprobada en 1867. Arkansas se convirtió en un territorio militar bajo el general Edward Ord.

### La reconstrucción radical

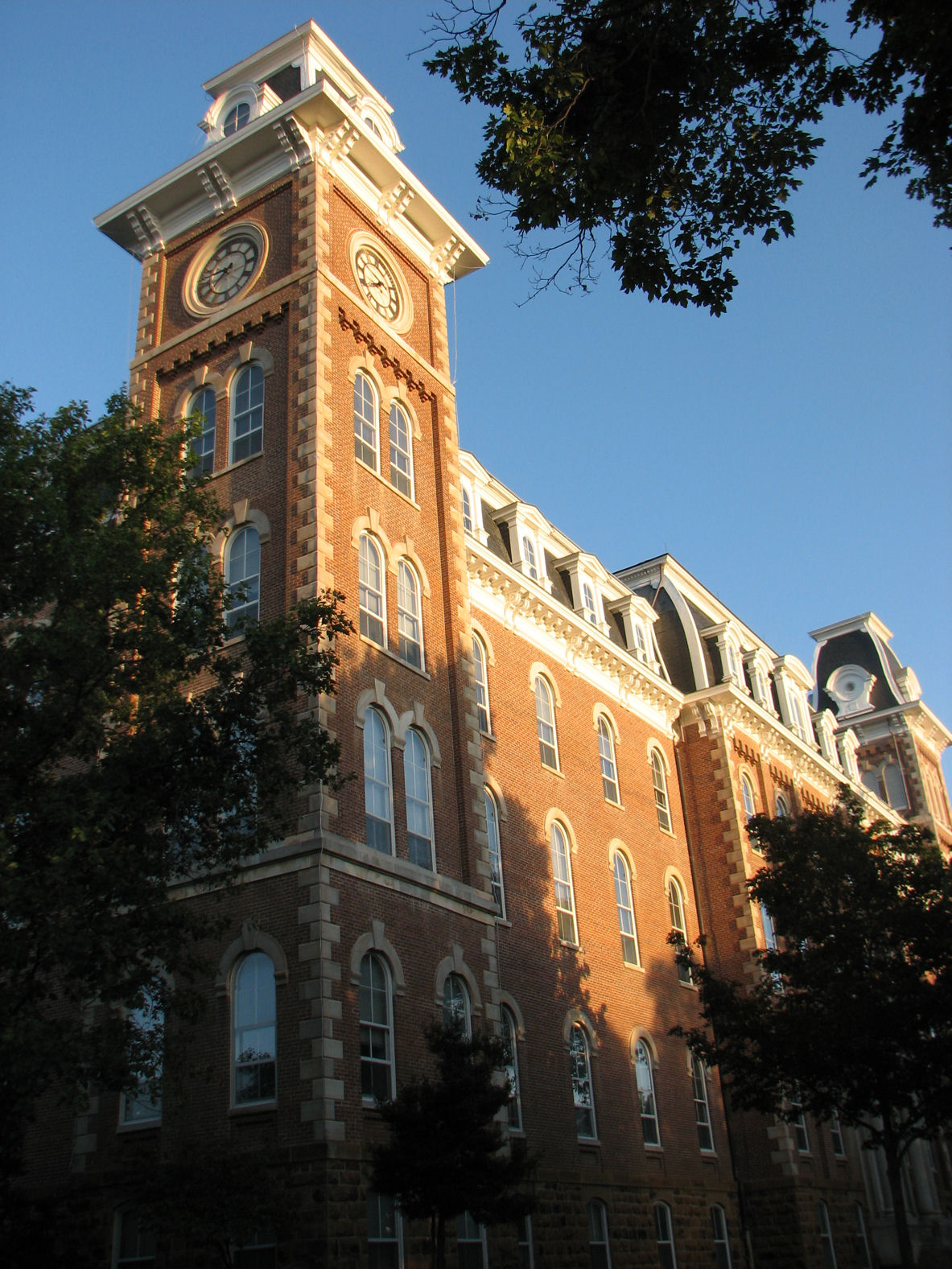
La Universidad de Arkansas fue construida en respuesta a un artículo de la Constitución de Arkansas de 1868

El general Ord mantuvo en el poder al gobernador Murphy, pero disolvió la legislatura estatal. Los republicanos celebraron una convención en Little Rock en abril de 1867 para discutir cómo Arkansas podía volver a la Unión. Los libertos empezaron a participar en la política mediante organizaciones como la Liga de la Unión, incluyendo el registro de negros para las elecciones inminentes. La elección eligió setenta delegados a una convención constitucional, compuesta primariamente de los Republicanos radicales. La constitución resultante dio a los negros la  ciudadanía complete, el debido proceso, y el derecho de votar, junto con escuelas públicas gratuitas para todas las razas y el establecimiento de la Universidad de Arkansas. El documento ultrajó a muchos conservadores, y fueron muchos quienes pensaron que se trataba de un documento partidista creado para beneficiar los republicanos. La nueva constitución fue aprobada en una elección corrupta que también dio muchas posiciones a los republicanos. Ord certificó los resultados, tanto como el Congreso sobre el veto del presidente, y la nueva asamblea arkansina ratificó la Decimocuarta Enmienda, permitiendo así a Arkansas reingresar en la Unión el 22 de junio de 1868.
Powell Clayton, un general de los Estados Unidos que había vuelto a Arkansas después de la guerra, fue elegido gobernador en la elección corrupta de 1868. Clayton se encargó de mantener a los confederados fuera del poder y proteger a los negros liberados. Muchos de sus nombramientos políticos eran de estados norteños, así que sus oponentes llamaban a él y sus aliados s. Para construir las infraestructuras de Arkansas, Clayton subió los impuestos en  otra decisión impopular. Se otorgaron incentivos financieros a compañías ferroviarias que pusieron más de 1.000 kilómetros de vías para el fin de la Reconstrucción.

#### Conflictos de la Reconstrucción
Tras las elecciones de 1868, le frustraban muchos habitantes a los republicanos radicales que habían tomado el control de la mayoría de las posiciones comarcales. La KKK empezó a amenazar a sus enemigos por todo Arkansas y el gobernador Clayton declaró la ley marcial, primero en diez condados y luego en cuatro más. 
La elección gubernativa de 1872 también fue corrupta. En 1874, la Guerra Brooks-Baxter afectó a Little Rock. La disputa sobre el gobernador legal del estado quedó resuelta cuando el presidente Ulysses S. Grant ordenó que Joseph Brooks dispersara a sus partidarios militantes.

## El Nuevo Sur
Cuando el Congreso votó a favor de aprobar la elección de Augustus Garland en una elección corrupta de 1874, Arkansas y otros estados sureños empezaron a imaginar una revolución en la que los estados ex confederados podían actualizar sus economías mediante el capital y industria norteños para reemplazar la agricultura de plantaciones. Aunque sí que se produjeron algunos cambios, el estado padeció los resultados de la revuelta agrícola, la segregación, la resistencia al cambio y la pérdida de derechos de voto en lugar de beneficiarse de una nueva economía diversificada.

### Frustración en las fincas y el Agricultural Wheel

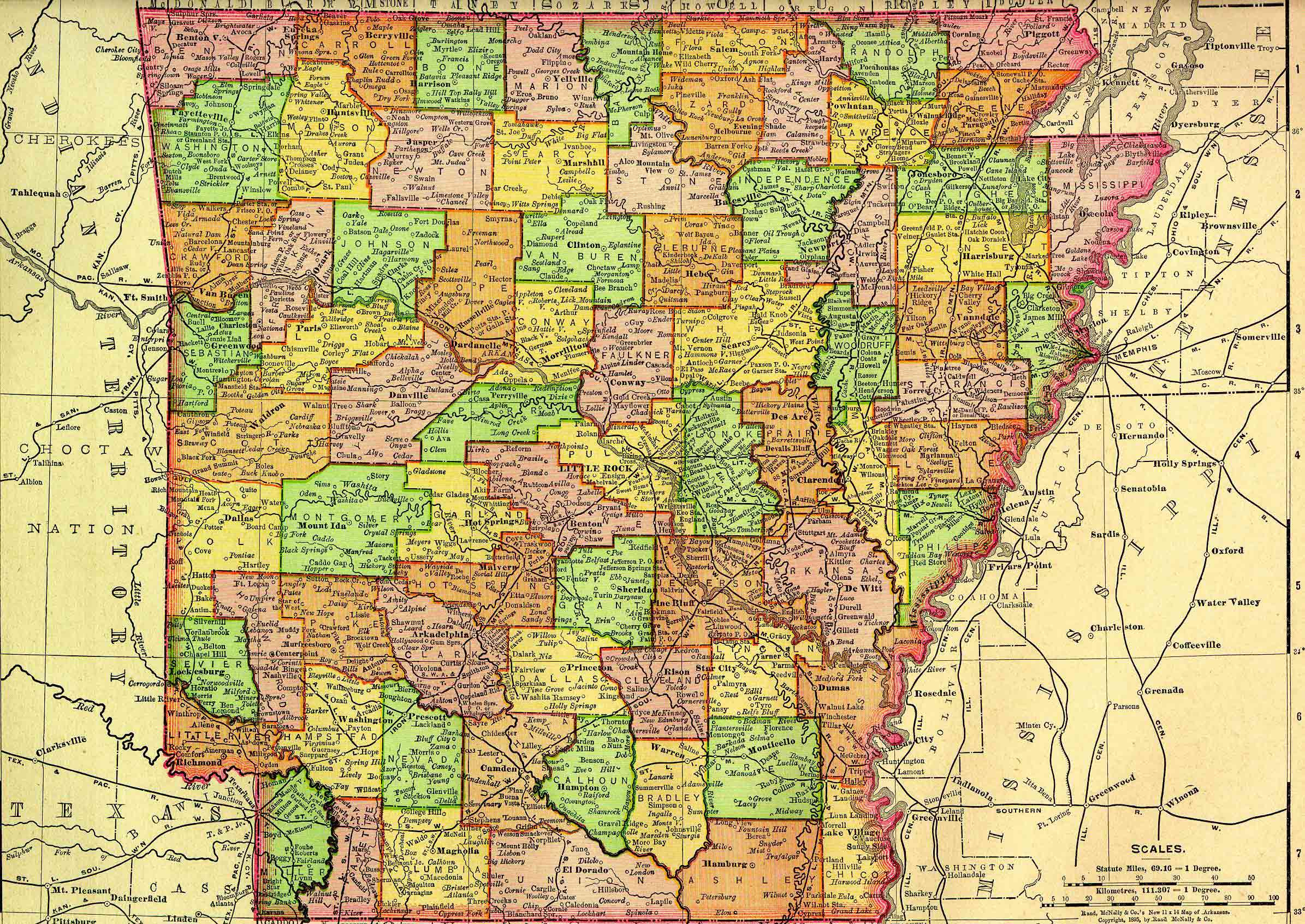
Arkansas en 1895

La guerra tuvo un efecto devastador sobre los granjeros blancos en Arkansas, y una combinación de fuerzas convergió para debilitar todavía más al sector agrícola. Muchos granjeros arkansinos se enfrentaron a nueva competición desde fuera de su región por primera vez, aún más disminuyendo sus precios. Con casi 4.000 kilómetros de vías para 1895, las nuevas compañías ferroviarias cobraban a los granjeros tasas más altas para servir áreas rurales. Estas circunstancias obligaron a muchos granjeros a iniciar gravámenes de cosechas, en las que presentaban sus tierras para pagar por semillas en la primavera. Para obtener un rendimiento, habitualmente los acreedores insistían en que los granjeros plantaran algodón, que aún era el cultivo comercial más valioso. La otra forma de cultivo que se volvió popular en el sur era la aparcería, donde los arrendatarios labraban la tierra de un dueño a cambio de un porcentaje fijo del rendimiento del cultivo. Nueve granjeros frustrados del Condado de Prairie formaron una organización llamada Grand Agricultural Wheel ("La gran rueda agrícola", usualmente llamada el Wheel) en 1882 para abordar los problemas del campesino. Aunque abierto a todas razas, habitualmente se formaron Wheels separados para blancos y negros. Asuntos principales para el Wheel incluían la gran tasa de ejecución hipotecaria para granjas, hipotecas peligrosas, políticos corruptos quienes no ayudaban a campesinos, y las altas tasas ferroviarias. Aunque un movimiento fuerte y poblado, el movimiento Wheel tuvo problemas a la hora de proporcionar una voz a sus partidarios. Una colaboración con el Partido Laboral Unionista en las elecciones de 1888 no dio buenos resultados porque muchos miembros del Wheel tenían dudas sobre "traicionar" los Demócratas quienes usualmente ganaban sus votos.
Tras los decepcionantes resultados de esas elecciones, el Wheel se unió con la Farmers' Alliance del norte en un esfuerzo por combinar la influencia política de ambas organizaciones. Sin embargo, la coalición tenía los mismos problemas pero no estaba de acuerdo en cómo resolverlos: los demócratas sureños se oponían a las tarifas y los campesinos norteños las apoyaban. El grupo se convirtió en los Populistas en 1890. Durante los fines de los 1880 y los 1890, los demócratas trabajaron para consolidar su poder y evitar alianzas entre los negros y los blancos pobres en años de depresión agrícola. Se enfrentaban a la competición de los populistas y otros partidos. En 1891, legisladores estatales aprobaron una ley que requería una prueba de alfabetización para registrarse para votar, cuando más del 25 por ciento de la población no sabía leer ni escribir. En 1892, el estado aprobó una enmienda constitucional que impuso un impuesto electoral y requisitos de residencia para votar: eso redujo el número de negros y blancos pobres que podían votar, y la participación electoral se desplomó.
Con el derecho de voto, los libertos empezaron a participar en la vida política del estado. Desde 1869 hasta 1893, más de 45 hombres negros fueron elegido a escaños en la legislatura estatal pero una vez consolidado su poder, el Partido demócrata empezó en 1900 a celebrar primarias solo para los blancos a nivel estatal y comarcal. El hecho de que casi siempre ganara el candidato demócrata limitó la capacidad política de los negros. En 1900, 28 por ciento de la población arkansina era negra, y, junto con los blancos pobres, más de un tercio de los hombres del estado no podía votar. Como no podían votar, tampoco podían formar parte de un jurado y eso limitaba todavía más su participación en el proceso político.

## Siglo XX

### Negocios
Los ideales progresistas del "Nuevo Sur" se harían evidentes en empresarios de la época como Lee Wilson y Henry Grady. Wilson se convirtió en uno de los arkansinos más influyentes de su época mediante el aprovechamiento de la tierra, la mano de obra y los recursos disponibles. Colonias industriales suyas ubicadas en el noreste de Arkansas como Wilson y Marie atrajeron a aparceros pobres a sus actividades agrícolas y madereras. Comodidades como alojamiento facilitado por la compañía, un médico de pueblo y otras actividades financiadas por la compañía que no era posible encontrar en otros pueblos, hicieron crecer su imperio hasta que fue llamado "la Plantación más Grande del Mundo".

### Relaciones raciales
Las relaciones entre razas se volvieron más tensas en esta época, ya que muchos blancos pobres que no tenían empleo culpaban de ello a los libertos. A su vez, los negros sentían que los dueños blancos de plantaciones los explotaban y les pagaban mal. En Elaine en 1919, 100 campesinos negros frustrados se reunieron en la iglesia de Hoop Spur para discutir cómo conseguir un salario justo por su trabajo en las plantaciones. Se produjo una pelea cuando un alguacil y un detective ferroviario (ambos blancos) llegaron a la iglesia. El alguacil fue herido y el detective acabó muerto. Como se propagaron rumores de que había un "levantamiento negro", grupos de blancos llegados de los alrededores se presentaron allí para sofocar la "rebelión". El caos se adueñó del pueblo durante tres días, y una muchedumbre vagó por las calles matando al azar. Las tropas federales enviadas encontraron al pueblo sumido en un estado de violencia generalizada y desarmaron a los grupos. Murieron cinco blancos y más de 100 negros.

### La Gran Migración
La expansión de los trabajos industriales en el Noreste y el Medio Oeste atrajo a muchos negros del Sur en la primera parte del siglo XX. Su migración desde el Sur fue motivada por la búsqueda de una mejor calidad de vida en lugares donde podían votar y vivir como ciudadanos. Los cambios en la agricultura también hicieron que ya no hubiera tanta necesidad de mano de obra en el campo. Miles de campesinos salieron de Arkansas. Durante la Segunda Guerra Mundial, los negros también emigraron a las comunidades costeras en el Oeste de Estados Unidos, donde estaban apareciendo cada vez más buenos trabajos en las  industrias de defensa.

### La Gran Depresión
Arkansas y su economía rural basada en el algodón sufrieron un duro golpe durante la Gran Depresión en los Estados Unidos. El programa agrario federal AAA restauró los precios de algodón y la prosperidad. Varios programas federales de ayuda, como el CCC y el WPA, proveyeron trabajos básicamente para hombres desempleados y mujeres que eran cabezas de familia.
Hattie Caraway (1878-1950) fue la primera mujer elegida para servir un período completo en el Senado de los Estados Unidos. Nombrada para suceder a su esposo, quien había fallecido en 1931, fue reelegida en enero de 1932 y reelegida a un período completo en noviembre de 1932, con ayuda del senador de Luisiana Huey Long. Ganó otro período en 1938. Pero en 1944 perdió su escaño en el Senado ante el congresista J. William Fulbright, el joven expresidente de la Universidad de Arkansas, quien ya tenía una reputación nacional.

### Segunda Guerra Mundial
La Segunda Guerra Mundial restauró la prosperidad. Muchos campesinos, especialmente los negros, salieron en búsqueda de trabajos mejor pagados en centros industriales. A las plantaciones de algodón les faltó mano de obra no calificada para recoger la cosecha, y el Departamento de Agricultura de Estados Unidos las ayudó a encontrar trabajadores.
Por orden del presidente Franklin D. Roosevelt más de 16.000 estadounidenses-japoneses fueron desplazados por la fuerza de la Costa Oeste de Estados Unidos después del ataque a Pearl Harbor y encarcelados en el Delta de Arkansas. El Campamento Rohwer en el Condado de Desha operó desde septiembre de 1942 hasta noviembre de 1945, y en su apogeo internó más de 8.000 personas. El Centro de Reubicación Bélica Jerome en el Condado de Drew operó desde octubre de 1942 hasta junio de 1944 y mantuvo en internamiento a alrededor de 8.000 personas.

## Época de los Derechos Civiles
En uno de los primeros casos del movimiento por los derechos civiles, la Corte Suprema falló en Brown contra Consejo de Educación (1954) que las escuelas segregadas no eran constitucionales. Ambos senadores arkansinos (J. William Fulbright y John L. McClellan) y todos sus Representantes firmaron el Manifiesto Sureño como respuesta.
El incidente de los Little Rock Nine de 1957 acerca del Colegio Central de Little Rock atrajo la atención nacional. Cuando el Consejo Escolar de Little Rock votó por iniciar la desegregación conforme a la ley, manifestantes segregacionistas físicamente obstruyeron a los nueve estudiantes negros de entrar la escuela. El gobernador Orval Faubus desplegó a la Guardia Nacional de Arkansas para respaldar a los segregacionistas, y sólo la retiró cuando el juez Ronald Davies de la Corte Distrital de Estados Unidos para el Distrito Oriental de Arkansas emitió una orden del Departamento de Justicia que lo obligó a ello. Muchedumbres blancas empezaron a crear un alboroto cuando los nueve estudiantes negros empezaron a asistir la escuela. El presidente Dwight D. Eisenhower, a instancias del alcalde de Little Rock, desplegó la 101.a División Aerotransportada a Little Rock y federalizó la Guardia Nacional de Arkansas para proteger a los estudiantes y asegurar su acceso seguro a la escuela. Las cuatro escuelas públicas de Little Rock se cerraron en septiembre de 1958, y permanecieron cerradas por un año. La integración por todos grados fue realizada finalmente en 1972. El caso de la escuela de Little Rock destacó para la audiencia internacional el estado de relaciones raciales en los Estados Unidos.

### Bill Clinton
Bill Clinton, nacido en Hope, Arkansas, sirvió por casi 12 años como gobernador de Arkansas antes de ganar la presidencia durante las elecciones presidenciales de 1992, y sirvió hasta enero de 2001.
Actitudes raciales cambiantes y la expansión del empleo han creado una Nueva Gran Migración de negros de vuelta a las áreas metropolitanas en el Sur.